# Rungis Express
Rungis express ist ein Lebensmittel-Großhandelsunternehmen in Meckenheim bei Bonn, das seine Kunden, hauptsächlich aus der gehobenen Gastronomie, mit Lebensmitteln aus aller Welt beliefert.
Der Name bezieht sich auf den Pariser Großmarkt in Rungis, wo anfangs der Großteil der Ware eingekauft wurde. Durch zahlreiche Fernsehreportagen auf verschiedenen Sendern hat die Firma auch einen allgemeinen Bekanntheitsgrad außerhalb der Gastronomie erreicht.

## Geschichte
Rungis Express wurde 1978 von dem Bonner Gastronomen Karl-Heinz Wolf (1949–2017) gegründet. 1980 stieg Georg Kastner (genannt „George W. Kastner“, 1944–2023) ein und übernahm 1981 die alleinige Unternehmensleitung. Die Anteile von Wolf übernahm die Kaufhof AG, welche später von der Metro AG übernommen wurde. 1984 zog das Unternehmen mit 190 Mitarbeitern nach Meckenheim um.
2002 wurde noch etwa die Hälfte der Ware aus Frankreich importiert.
Am 19. Januar 2005 musste Rungis express Insolvenz anmelden. Kastner schied aus und Rungis express wurde von der Ponaxis AG über die Tochterfirma Cool Chain Group (CCG) übernommen und als AG weitergeführt (vorher GmbH & Co. KG). Dabei wurde die Hälfte aller Arbeitsplätze (ca. 150) abgebaut.
Im April 2016 wurde Rungis Express von der Metro Group übernommen.

## Produkte
Rund 10.000 Produkte aus über 80 Ländern bilden das Basissortiment von Rungis express. Dazu zählen Fleisch, Fisch, Meeresfrüchte, Geflügel, Gemüse, Kaffee und Gewürze ebenso wie Molkerei- und Brotspezialitäten sowie Pasteten und Terrinen. Es werden pro Liefernacht circa 40 Tonnen Frischware aus der ganzen Welt auf etwa 2.000 Top-Gastronomen, Feinkosthändler, Hotels und Restaurants verteilt.